# Filmvidenskab
Filmvidenskab er en akademisk disciplin, der beskæftiger sig med forskellige teoretiske, historiske og kritiske tilgange til filmmediet. Undertiden indordnes filmvidenskaben under paraplydisciplinen medievidenskab. Filmvidenskab er mindre orienteret mod at fremme færdigheder i filmproduktion, end det er med at udforske fortælleformer, såvel som filmkunstens kunstneriske, kulturelle, økonomiske og politiske konsekvenser aspekter. Faget omfatter flere underdiscipliner som filmhistorie, filmanalyse, filmteori, medieteori og meget mere. Siden 1980erne har dele af filmvidenskaben udviklet sig over i en mere kognitivistisk retning Internationalt er der mange tidsskrifter der beskæftiger sig med filmvidenskaben og her er Screen, Cinema Journal og Film Quarterly nogle af de mest kendte. I Danmark er der tidsskrifterne 16:9, MedieKultur og Northern Lights.
| Humaniora | Spire Denne artikel om humaniora er en spire som bør udbygges. Du er velkommen til at hjælpe Wikipedia ved at udvide den. |